# Sophie Croizette
Sophie Croizette, född 1847 i Sankt Petersburg, död 19 mars 1901 i Paris, var en fransk skådespelerska.
Croizette debuterade 1869 på Théâtre français och var anställd där fram till 1822, från 1873 som societär. Med lysande talang och understödd av en sensuellt betonad skönhet uppbar Croizette de stora kokett- och kurtisanrollerna i samtidens moderna repertoar.